# Frédéric de Civry

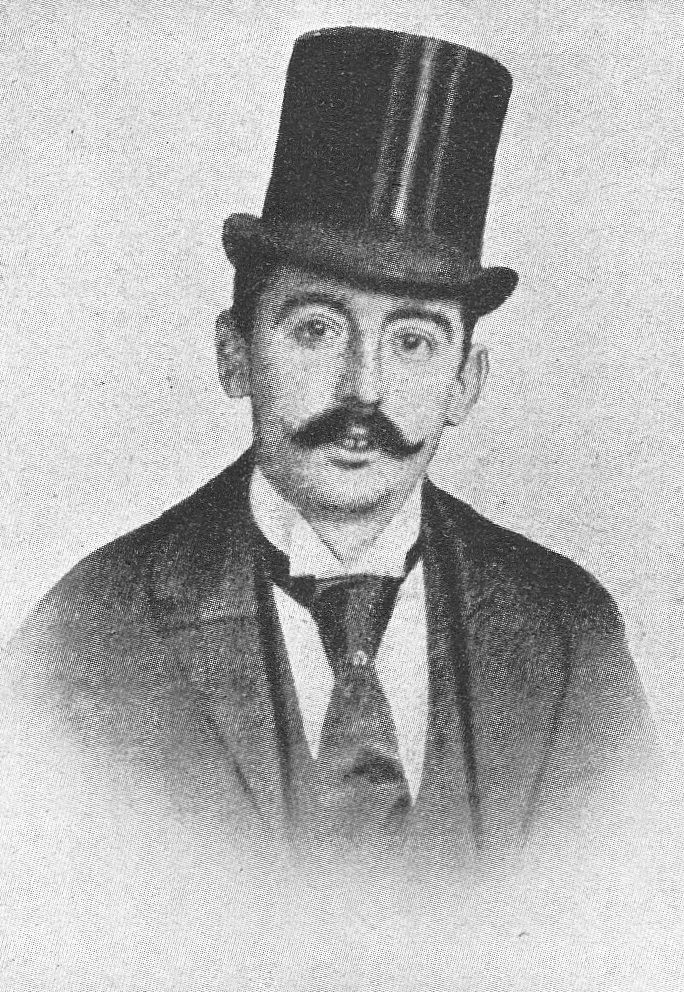
Frédéric de Civry

Frédéric de Civry (* 21. August 1861 in Paris; † 15. März 1893 in Courbevoie) war ein französischer Radrennfahrer.
Frédéric de Civry, ein Sohn von Elisabeth Wilhelmine von Civry, gehörte zu den Radsport-Pionieren in Frankreich, die zu Beginn ihrer Karriere noch Rennen auf dem Hochrad fuhren. Zum Radsport kam er durch den englischen Radsportler Herbert Duncan, mit dem er auch gemeinsam in England trainierte und von ihm alles über Taktik und Training gelernt haben soll. 1893 wurde de Civry erster französischer Meister im Sprint; bei diesem Sieg soll er sich mit Alkohol gedopt haben und komplett betrunken gewesen sein. Bis 1897 konnte er noch drei weitere nationale Titel erringen, zwei davon bei Steherrennen. Zudem gewann er dreimal den Grand Prix d’Angers, ein damals sehr renommiertes Sprint-Rennen. 1883 errang er bei den inoffiziellen Weltmeisterschaften in Leicester zwei Titel, über eine und über 50 Meilen. Zudem stellte er mehrere Weltrekorde auf, darunter einen am 17. Mai 1886 in München auf dem Hochrad, als er bei stehendem Start 1:41 min. für einen Kilometer benötigte.
De Civry starb im Alter von 31 Jahren und hinterließ ein Vermögen von 300 Millionen Goldfranken, da er nicht nur ein erfolgreicher Radrennfahrer, sondern auch ein brillanter Geschäftsmann sowie Vorstandsmitglied der Firma Clément & Cie gewesen war. Es gab heftige Streitigkeiten um das Erbe, die erst nach 40 Jahren beendet wurden.